# Hyltebruks kyrka
Hyltebruks kyrka en kyrkobyggnad som tillhör Färgaryds församling i Växjö stift. Kyrkan ligger mitt i tätorten Hyltebruk i Hylte kommun i västra Småland.

## Kyrkobyggnaden
Byggnaden är tegelmurad och slammad med ofärgat bruk. Den uppfördes 1924 efter ritningar av arkitekt Paul Boberg. Kyrkobyggnaden består av långhus med kor i öster och kyrktorn med huvudingång i väster. Norr om koret finns en tillbyggd sakristia. Långhusets sadeltak är kopparklätt liksom tornhuven. 
Interiör med väggarna och det flacka taket putsade. Mittgång med fasta bänkkvarter och altare placerat i en separat korabsid. 

## Inventarier
- Altartavlan är målad 1924 av Edvin Ollers.
- Dopfunten är skänkt till kyrkan 1944.
- I kyrkan finns två orglar, en på läktaren och en i koret. Kororgeln tillverkad 1978 av Ingvar Johansson, Västbo Orgelbyggeri, Långaryd.
- En julkrubba har figurer från Oberammergau.

### Orgel
- Den nuvarande orgeln är byggd 1950 av A Magnussons Orgelbyggeri AB, Göteborg och är en pneumatisk orgel. Den har fria och fasta kombinationer. Automatisk pedalväxling, samt registersvällare.

| Huvudverk I       | Svällverk II      | Pedal         | Koppel   |
| Principal 8´      | Rörflöjt 8´       | Subbas 16´    | I/P      |
| Gedackt 8´        | Kvintadena 8´     | Oktavbas 8´   | II/P     |
| Oktava 4´         | Salicional 8´     | Gedacktbas 8´ | II/I     |
| Täckflöjt 4'      | Gemshorn 4'       | Koralbas 4'   | I 4'/I   |
| Spetskvint 2 2/3' | Nasard 2 2/3'     | Clairon 8'    | II 16'/I |
| Svegel 2'         | Blockflöjt 2'     |               | II 4'/I  |
| Mixtur 4 chor     | Tertian 1 3/5'    |               |          |
| Trumpet 8'        | Crescendosvällare |               |          |

#### Kororgel
Kororgeln är byggd 1978 av Västbo Orgelbyggeri, Långaryd och är en mekanisk orgel.
| Huvudverk I   | Svällverk II      | Pedal         | Koppel |
| Rörflöjt 8´   | Gedackt 8´        | Subbas 16´    | I/P    |
| Principal 4´  | Spillpfeife 4´    | Gedacktbas 8´ | II/P   |
| Kvintadena 4' | Kvint 2 2/3'      | Pommer 4´     | II/I   |
| Waldflöjt 2'  | Principal 2'      |               |        |
| Mixtur 3 chor | Ters 1 3/5'       |               |        |
|               | Oktava 1'         |               |        |
|               | Crescendosvällare |               |        |